# Blas Emilio Atehortúa
Blas Emilio Atehortúa Amaya (Santa Elena (departamento de Antioquia), Colombia), 22 oktober 1943 - Bucaramanga, 5 januari 2020) was een Colombiaans componist en dirigent.

## Levensloop
Eerst kreeg Atehortúa Amaya privélessen en aansluitend ging hij naar het Instituut van de Schone Kunsten te Medellín, Colombia. Hij studeerde in de vakken muziektheorie, harmonieleer, contrapunt, compositie, viool en altviool. Verder studeerde hij aan het conservatorium van de Nationale Universiteit van Colombia te Bogota compositie en orkestdirectie. In Buenos Aires, Argentinië, nam hij van 1963 tot 1964 en van 1966 tot 1968 deel aan cursussen van wereldberoemde componisten, zoals Alberto Ginastera, Aaron Copland, Luigi Dallapiccola, Ricardo Malipiero, Olivier Messiaen, Luigi Nono, Bruno Maderna, Cristóbal Halffter Jiménez en Iannis Xenakis.
In 1968 en 1970 studeerde hij verder bij Alberto Ginastera en orkestdirectie bij Olav Roots en Bruno Maderna in Bogotà en Buenos Aires, en viool en altviool bij Buhuslav Harvanek en Joseph Matza in Colombia en bij Panagiotis Kyrkiris in Argentinië. Verschillende studiebeurzen van Amerikaanse Stichtingen (Rockefeller, Ford, Di Tella, OEA) van de Nationale Universiteit van Colombia, het Spaanse ministerie van Onderwijs en Wetenschap en de Guggenheim Memorial Foundation maakten het mogelijk, dat hij onderzoek kon doen in Spanje, Hongarije en Colombia.
De laatste tijd was hij docent en directeur van de Escuela de Artes de la Universidad Industrial te Santander in het departement Bucaramanga. Verder was hij docent voor compositie, orkestratie en (hogere) muziektheorie aan het Conservatorio van de Nationale Universiteit van Colombia te Bogotà en ook aan de Universidad Autónoma de Bucaramanga (UNAB) in Santander.
Zijn oeuvre omvat werken voor orkest, harmonieorkest, kamerorkest, koren en ensembles. Voor zijn composities ontving hij talrijke nationale en internationale prijzen en onderscheidingen, o.a. in 1982 het officiële kruis van de orde van de Mérito Civil van koning Juan Carlos van Spanje, in 1983 de Béla Bartók-medaille van de Hongaarse overheid. Zijn pianoconcert nr. 2 ging in première in 1992 in New York met de soliste Sara Wolfensohn en het National Symphony Orchestra, Washington D.C., onder leiding van Mstislav Rostropovitsj.

## Composities

### Werken voor orkest
- 1979 Jubileo 1978 voor 33 instrumenten met solo's voor altsaxofoon, opus 80
- 1988 Dúo Concertante voor viool en strijkers, opus 150
  1. Passacaglia
  2. Scherzo
- 1989 Sinfonía, voor piano en orkest, opus 155
- 1992 Concierto No. 2 voor piano en orkest, opus 171
- 1992 Doce Preludios Americanos de Alberto Ginastera gebaseerd op Three Preluds voor piano van George Gershwin
- 1993 Musical Toys for a Baby Calle Isabel opus 172
- 1993 Concertino, voor piano en strijkorkest, opus 176
- 1993 Suite concertante, opus 178
- 1993 Conciertos para violín No. 2 voor viool en strijkorkest, opus 179
- 1994 Obertura festiva opus 181, voor orkest
- 1994 Concertante Antifonal voor vijf instrumentale groepen en orkest, opus 182
- 1995 Concertino voor viool, altviool en strijkorkest, opus 187
- 1995 Música incidental voor de film op script van Gabriel García Márquez, Edipo Alcalde
- 1996 Recitativo, Añoso y Allegro para Cuerdas al Estilo Barroco voor strijkorkest, opus 192 no. 2
- 1998 Concertino, voor viool, altviool en kamerorkest, opus 187
- 1998 Concierto No. 2 voor klarinet en orkest, opus 201
- 1999 Antífonas 1 voor sopraan, vier koren, drie piano's, 3 harpen, gitaren, tien percussionisten en contrabassen, opus 205
- 2000 Concierto voor hobo en dubbel strijkorkest, opus 207
- 2000 Concierto No 3 voor piano en orkest, opus 206
- Cántico - In memoria de Igor Stravinsky
- Concertante for Timbales opus 35
- Concertante para violín, viola y orquesta
- Double Concertino voor viool, altviool en orkest
- Estudios sinfónicos
  1. Densidades
  2. Variantes
  3. Lírica
  4. Intensidades
- Fanfarria Sinfónica opus 213 nº 1
- Homage to Ginastera opus 125
- Partita para Orquesta opus 139
  1. Preludio
  2. Invenciones
  3. Largo
  4. Final
- Pieza Concierto
- Sh`ma Deuteronomio

### Werken voor harmonieorkest
- 1989 Music for Winds and Percussion, opus 152
- 1992 Exodos symfonisch gedicht (vocaal-instrumentaal) voor bariton, kinderkoor, dubbel mannenkoor en harmonieorkest, opus 17 - tekst: Yehudá Haleví, Issac Abrabanel, Yehudá Abrabanel, Abraham ben solano Andutiel, Selomo Bonafed en Andrés Eloy Blanco
- 1992 Acht populaire Russische liederen van Anatoli Ljadov
- 1993 Saludo a Corolado (Seven Pieces for Three Instrumental Groups) voor harmonieorkest, opus 173
- 1993 Música para Orquesta de vientos voor harmonieorkest (voor de Festliche Musiktage in Uster, Zwitserland, gecomponeerd)
  1. Preludio (Allegro)
  2. Bambuco-Scherzo (Allegro)
  3. Canto lirico (Adagio)
  4. Canto coral (Allegretto)
  5. Ostinato (Allegro Moderato)
- 1996 Latin American Fanfare voor harmonieorkest en antifonale koperblazers, opus 192 no. 1
- 1997 To the Wonderful Rivers of Pittsburgh voor harmonieorkest, opus 193
- 1997 A Latin American Dance on a boat table voor harmonieorkest, opus 194 no. 2
- 1998 Impromptu para Banda, opus 196 (1e prijs 1998 bij het Concurso de Composición para banda, Colombia, del Ministerio de Cultura)
- 1998 Coral y Ostinato fantástico voor harmonieorkest, opus 200
- 1999 Concierto voor trombone en harmonieorkest, opus 202
- Fantasia Concertante, voor piano en harmonieorkest

### Cantates, missen en geestelijke muziek
- 1965 Cantico delle creature voor bas, twee koren, blazers, cello, contrabas, percussie en geluidsband
- 1971 Apu Inka Atawalpaman voor sopraan, tenor, bas, gemengd koor en orkest, opus 50
- 1983 Simón Bolivar vocaal-instrumentale cantate, opus 95
- 1987 Requiem del Silencio voor koor en orkest, opus 143
- 1993 Gaudeamus cantate voor twee sopranen, kinderkoor, kamerkoor, gemengd koor en orkest, opus 180 - tekst: León de Greiff
- 1994 Fantasía-Cantata voor sopraan en tenor-solo, spreker, gemengd koor, blazersensemble en percussie, opus 183 - tekst: Blas Atehortúa, Alonso Rodríguez, Reichel-Dolmatoff, Manuel Galiah en anonieme Columbiaanse teksten
- 1994 Lírica para Olav Olav Roots-in memoriam ter nagedachtenis aan zijn dood 20 jaar geleden, voor hobo, klarinet, strijkkwartet, harpen, pauken en strijkorkest, opus 184
- 1994 Cantata Breve Infantil de Navidad voor kinderkoor en orkest, opus 185 no. 3
- 1998 Musical Offering for TCU (Texas Christian University) cantate voor sopraan, tenor, gemengd koor, blazersensemble en orkest, opus 195

### Kamermuziek
- 1990 Drie stukken voor klarinet solo, opus 165 no.1
  1. Toccata
  2. Passacaglia
  3. Rondó
- 1991 Paráfrasis sobre un bambuco colombiano concertant stuk voor piano gebaseerd op het Colombiaans lied "Canoita de mi río", opus 130 nr. 1
- 1993 Fantasía and Latín American Toccata opus 175, nr. 1 voor koperblazers
- 1993 Tiempo Fantástico voor fluit solo, opus 175, nr. 2
- 1993 Suite voor viool en altviool, opus 177
- 1994 zes stukken voor fluit solo, opus 185 nr. 1
- 1995 Trio voor hobo en althobo, opus 185 nr. 2
- 1995 Sonate voor celle en piano voor Jaimes Fitts, opus 186
- 1996 Suite concertante nr. 2 voor fagot en piano, opus 189
- 1996 Preludio, Variaciones y Presto Alucinante voor piano, opus 190
  1. Preludio
  2. Variaciones
  3. Presto Alucinante
- 1996 Noneto-Divertiniento voor piano en blazersoctet, opus 191
- 1997 Tropic-Utopian voor percussie, altsaxofoon, harp en piano, opus 192 no. 2
- 1997 Pieza fantástica voor altfluit, twee sopraanfluiten en vier harpen, opus 194 no. 1
- 1998 Bicinium-VII voor hobo en piano, opus 197
- 1998 Strijkkwarte nr. 5, opus 198
- Canción para Orlando voor tenor en piano, op. 11 no. 2
- Cinco piezas breves voor fluit, altviool en harp
- Música para cámara voor 5 instrumenten
- Partita voor strijkers
- Tres sonetos de José Eustasio Rivera voor tenor en piano, opus 143, nr. 1

### Werken voor gitaar
- 1999 Preludio para guitarra N. 1. opus 203 nr. 1

### Werken voor percussie
- 1993 Siete invaiciones para un percusionista opus 173 (onvoltooid)

### Elektronische muziek
- 1965 Cantico delle creature zie boven onder Cantates, missen en geestelijke muziek
- 1966 Syrigma I voor geluidsband
- 1966 Sonocromías voor geluidsband
- 1967 Himnos de Amor y Vida voor sopraan, twee piano's, twee percussionisten en geluidsband
- 1970 Cuatro danzas para una leyenda guajira voor geluidsband
- 1972 Elegía No. 2, a un hombre de paz voor bariton, bass, twee koren, blazers, percussie en geluidsband
- 1972 Psico-cosmos voor orkest, percussie en geluidsband

### Filmmuziek
- 1973 Aura o las violetas van Gustavo Nieto Roa
- 1980 Las Cuatro edades del amor van Alberto Giraldo Castro en Mario Mitrotti
- 1988 Milagro en Roma - Miracle in Rome van Lisandro Duque Naranjo
- 1996 Edipo alcalde - Oedipus Mayor van Jorge Alí Triana - boek: Gabriel García Márquez

## Boeken
- Lucio Edilberto Cuellar Camargo: The Development of Electroacoustic Music in Colombia, 1965-1999: An Introduction Leonardo Music Journal - Volume 10. 2000. pp. 7-12
- Glenn Rafael Garrido: Conducting, teaching, and interpreting three selected contemporary wind band works by Latin American composers (Venezuela, Argentina, Colombia, Gonzalo Castellanos-Yumar, Vicente Moncho, Blas Emilio Atehortua). University of Florida. 2000. 286 pages

- Biblioteca Nacional de España: XX1287699
- Bibliothèque nationale de France: cb14827034h (data)
- Gemeinsame Normdatei: 1056732288
- International Standard Name Identifier: 0000 0000 7824 0013
- Library of Congress Control Number: n97102568
- MusicBrainz: 0bfc76e6-e275-4752-bb8a-a6d1426bcd56
- Virtual International Authority File: 87050147
- WorldCat: E39PBJwMCBPtkJrKmXCrkMvJXd